# Tenebroides latens
Tenebroides latens là một loài bọ cánh cứng trong họ Trogossitidae. Loài này được Wollaston miêu tả khoa học năm 1862.